# Pseudosuberia genthi
Pseudosuberia genthi är en korallart som först beskrevs av Wright och Studer 1889.  Pseudosuberia genthi ingår i släktet Pseudosuberia och familjen Briareidae. Inga underarter finns listade i Catalogue of Life.